# Ökonometrie
Die Ökonometrie ist ein Teilgebiet der Wirtschaftswissenschaften, das die ökonomische Theorie sowie mathematische Methoden und statistische Daten zusammenführt, um wirtschaftstheoretische Modelle empirisch zu überprüfen und ökonomische Phänomene quantitativ zu analysieren.

## Überblick
Der Begriff Ökonometrie wurde von Ragnar Frisch und Joseph Schumpeter in den frühen 1930ern entwickelt. Dieser Prozess kulminierte in der Gründung der Econometric Society und dem Journal Econometrica (1933).
Ökonometrische Methoden werden vor allem in der Volkswirtschaftslehre, aber auch in anderen Sozial- und Wirtschaftswissenschaften, wie z. B. Betriebswirtschaftslehre, Soziologie oder Politikwissenschaft, eingesetzt. Zu den wichtigsten Hilfsmitteln beim Schätzen ökonometrischer Modelle zählt dabei die Regressionsanalyse. In der modernen Ökonometrie werden computerorientierte Modelle immer wichtiger. Hierzu zählen z. B. Monte-Carlo-Simulation, nichtlineare Modelle, Bayessche Ökonometrie, Volatilität, oder künstliche neuronale Netze. Ebenfalls weitverbreitet sind Methoden zur Ausnutzung von Quasi-Experimenten, so zum Beispiel Instrumentvariablen oder Regressions-Diskontinuitäts-Analysen. Im Zusammenhang mit Paneldaten sind außerdem lineare Paneldatenmodelle und dynamische Paneldatenmodelle zu nennen.

## Begriffe

### Einzelgleichung
Mit Einzelgleichungsschätzungen werden nur einzelne Zusammenhänge geschätzt:
- Konsumfunktion: Wie verändert sich der Konsum, wenn sich das gesamtwirtschaftliche Einkommen in bestimmter Weise verändert?
- Investitionsfunktion: Wie verändern sich die Investitionen, wenn sich der Zinssatz ändert?

Die links des Gleichheitszeichens stehende Variable (zum Beispiel der Konsum) ist die zu erklärende Variable, das explanandum, die rechts des Gleichheitszeichens stehenden Variablen (zum Beispiel das Einkommen) sind die erklärenden Variablen, das explanans. Sie sind die zu schätzenden konstanten Größen, Regressionsparameter genannt, und geben die Stärke des Einflusses der erklärenden Variablen auf die zu erklärende Variable wieder. Ein solchermaßen zu schätzender Regressionsparameter wäre etwa die marginale Konsumquote.
In den Einzelgleichungen werden die zu erklärenden Variablen auch als endogene Variable bezeichnet, die erklärenden als exogene. Oft tritt die zu erklärende Variable links des Gleichheitszeichens selbst zeitlich verzögert auch rechts als erklärende Variable auf, die sogenannte verzögerte Endogene.

### Modell
Ökonometrische Modelle bestehen aus Schätzgleichungen und Definitionsgleichungen. Schätzgleichungen wie die Konsumfunktion oder die Investitionsfunktion werden mit Hilfe ökonometrischer Verfahren geschätzt (lineare Regression). Die Schätzgleichungen selbst werden dabei nach wirtschaftstheoretischen Hypothesen (Ökonomischen Modellen) spezifiziert, also etwa die Hypothese, dass der Konsum durch das Einkommen bestimmt wird, oder dass die Investitionen sich mit der Höhe des Zinssatzes verändern.
Definitionsgleichungen bestimmen einen festen Zusammenhang zwischen verschiedenen Merkmalen und werden nicht geschätzt. So setzt sich z. B. das Bruttoinlandsprodukt definitionsgemäß aus Konsum, Investition, Staatsausgaben sowie Export abzüglich Import zusammen.
Im Unterschied zu den Einzelgleichungen treten die endogenen Variablen selbst als erklärende Variable in anderen Schätzgleichungen auf. Jedes ökonometrische Modell hat jedoch auch exogene Variablen, die durch keine Gleichung erklärt werden. Diese stellen die Annahmen eines ökonometrischen Modells dar. Beispielsweise könnte ein ökonometrisches Modell die Entwicklung des Welthandels unerklärt lassen und als exogene Variable vorgeben (die dann die Exporte erklärt usw.). Typische exogene Variablen sind auch die Steuersätze, etwa der Umsatzsteuersatz.
Sind viele Variablen eines Modelles exogen, spricht man von einem hohen Bedingtheitsgrad. Erklären sich die meisten Variablen endogen selbst gegenseitig, dann spricht man von einem niedrigen Bedingtheitsgrad.
In einem Teilgebiet der Ökonometrie erfolgt die Beschreibung ökonomischer Prozesse durch nichtlineare Differenzialgleichungssysteme und deren Visualisierung durch Attraktoren. Dieses Teilgebiet ist z. Zt. noch ein absolutes Randgebiet im Fach und wird von den allermeisten Ökonomen nicht anerkannt, obwohl mehrere Publikationen von namhaften Wissenschaftlern zu diesem Teilgebiet verfügbar sind. Um die Verbreitung dieser Publikationen zu fördern, wurden in der 2019 veröffentlichten Microsoft Store App „VisualEconomics“ sieben Beispiele mit entsprechenden Differenzialgleichungssystemen implementiert, die sich auf sechs Publikationen beziehen. Die Systeme enthalten Parameter aus den Publikationen, welche den Prozesszustand repräsentieren und geändert werden können, wobei sich die Form des Attraktors ebenfalls ändert. Hilfefunktionen erleichtern das Verständnis, außerdem kann parallel dazu die zugehörige Publikation gelesen werden.

#### Zusätzliche Informationen
Nicht alle Informationen können in einen Modellmechanismus ohne weiteres eingegeben werden. Solche einmaligen Einflüsse müssen „per Hand“ in das Modell eingegeben werden, indem man die zu erklärende Variable um eine bestimmte Konstante additiv („Add“) oder um einen bestimmten Faktor multiplikativ verändert (englisch add-factoring).

#### Anwendung
Werden volkswirtschaftliche Modelle ökonometrisch spezifiziert, werden also die wechselseitigen Abhängigkeiten mit Hilfe ökonometrischer Methoden geschätzt, erhält man ökonometrische (Makro-)Modelle. Diese Anwendung der Ökonometrie heißt Makroökonometrie. Bei der halbjährlich in Deutschland durchgeführten Gemeinschaftsdiagnose wird beispielsweise ein ökonometrisches Modell begleitend eingesetzt.
Solche gesamtwirtschaftlichen ökonometrischen Modelle können eingesetzt werden, um die wirtschaftliche Entwicklung vorherzusagen (Wirtschaftsprognose) oder um wirtschaftspolitische Maßnahmen zu simulieren. Es lässt sich beispielsweise berechnen, wie sich die Erhöhung des Mehrwertsteuersatzes auf die Gesamtwirtschaft auswirkt. Es ist jedoch umstritten, ob dies durch solch ein Modell erfassbar ist und ob ökonometrische Verfahren alternativen Methoden überlegen sind. Anwendungen sind vor allem in Medien zu finden, die der Politikberatung dienen, wie zum Beispiel im Wirtschaftsdienst.
IBM entwickelte 1974 eine ökonometrische Planungssprache auf der Basis von APL. Später entstand das ökonometrische Programmsystem EPS.

## Alfred-Nobel-Gedächtnispreis für Wirtschaftswissenschaften
Ein 1969 von der Schwedischen Reichsbank anlässlich ihres 300-jährigen Bestehens gestifteter Preis im Bereich der Wirtschaftswissenschaften. Da er jährlich zusammen mit den Nobelpreisen verliehen wird und mit der gleichen Preissumme dotiert ist, wird er im allgemeinen Sprachgebrauch als Nobelpreis für Wirtschaftswissenschaften oder Wirtschaftsnobelpreis bezeichnet. Mit ihm wurden folgende Wissenschaftler für ihre Forschungen im Bereich der Ökonometrie ausgezeichnet:
- Mit dem ersten Alfred-Nobel-Gedächtnispreis für Wirtschaftswissenschaften wurden 1969 Ragnar A.K. Frisch, ein Gründungsmitglied der Econometric Society, und Jan Tinbergen ausgezeichnet.
- 1973 wurde Wassily Leontief ausgezeichnet, der ein mathematisches Modell zur Input-Output-Analyse entwickelt hatte.
- 1980 erhielt Lawrence Klein den Alfred-Nobel-Gedächtnispreis für Wirtschaftswissenschaften für die Entwicklung ökonometrischer Modelle und deren Anwendung zur Analyse von Wirtschaftsentwicklungen und von wirtschaftspolitischen Maßnahmen.
- 1989 erhielt Trygve Haavelmo den Alfred-Nobel-Gedächtnispreis für Wirtschaftswissenschaften für die wahrscheinlichkeitstheoretische Fundierung der Ökonometrie und die Analyse simultaner ökonomischer Strukturen.
- 2000 erhielten James Heckman und Daniel McFadden den Alfred-Nobel-Gedächtnispreis für Wirtschaftswissenschaften für ihre mikroökonometrischen Forschungen im Bereich der Selektion und der Analyse diskreter Entscheidungen.
- 2003 erhielten Robert Engle und Clive Granger den Alfred-Nobel-Gedächtnispreis für Wirtschaftswissenschaften für ihre Ergebnisse im Bereich der Zeitreihenanalyse.
- 2011 wurden Thomas Sargent und Christopher A. Sims für ihre Forschung auf dem Gebiet der empirischen Makroökonomik ausgezeichnet.
- 2021 erhielten Guido W. Imbens und Joshua D. Angrist den Wirtschaftsnobelpreis für die Analyse kausaler Beziehungen mittels natürlicher Experimente.